# Elección legislativa de Francia de 1824
Las elecciones legislativas de Francia de 1824 se realizaron el  25 de febrero y 6 de marzo de 1824.
Se aplicó el sufragio censitario, teniendo derecho a voto solo los ciudadanos que pagaban impuestos.

## Resultados
| Partido | Partido   | Escaños |
| ------- | --------- | ------- |
|         | Realistas | 411     |
|         | Liberales | 17      |

- Datos: Q431409